# Вестминстер (Мериленд)
Вестминстер (енгл. Westminster) град је у америчкој савезној држави Мериленд.

## Демографија
По попису из 2010. године број становника је 18.590, што је 1.859 (11,1%) становника више него 2000. године.
| Група             | 2000.          | 2010.          |
| Белци             | 15.114 (90,3%) | 15.318 (82,4%) |
| Афроамериканци    | 919 (5,5%)     | 1.303 (7,0%)   |
| Азијати           | 201 (1,2%)     | 415 (2,2%)     |
| Хиспаноамериканци | 297 (1,8%)     | 1.123 (6,0%)   |
| Укупно            | 16.731         | 18.590         |